# 乌灰鹞

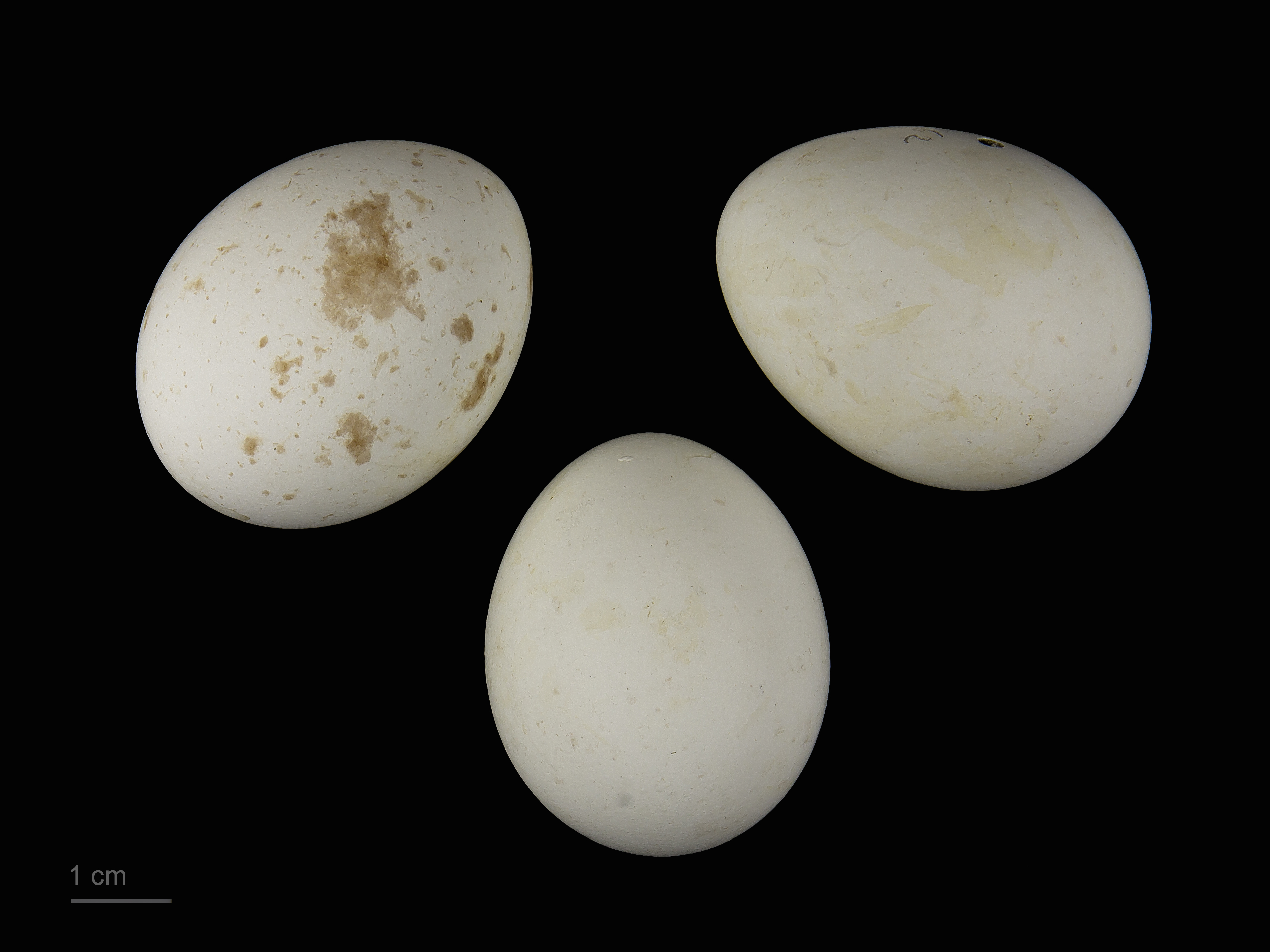
卵 Circus pygargus

乌灰鹞（学名：Circus pygargus）为鹰科鹞属的鸟类。在中国大陆，分布于新疆、山东、长江流域、福建、广东等地，多栖息于沼泽以及牧场。该物种的模式产地在英国。

## 保护
- 中国国家重点保护动物等级：二级